# Sugita Genpaku
Sugita Genpaku (杉田 玄白, 20 de outubro de 1733 – 1 de junho de 1817) foi um médico e acadêmico japonês, conhecido por sua tradução do livro Kaitai Shinsho (Novo Livro de Anatomia). Também foi um dos fundadores do Rangaku (Estudos Holandeses) e da Ranpō (medicina de estilo holandês) no Japão.
Sugita Genpaku foi um dos primeiros acadêmicos japoneses do período Edo a estudar a língua neerlandesa, sendo considerado um dos pioneiros no contato com o conhecimento médico ocidental no Japão.
Em 1771, Genpaku e Maeno Ryōtaku, um estudioso japonês da língua holandesa, traduziram um livro de anatomia intitulado Ontleedkundige Tafelen (Tabelas Anatômicas), publicado originalmente em alemão pelo médico e professor Johann Adam Kulmus em 1734. Genpaku se inspirou para realizar a tradução após testemunhar a dissecação do corpo de uma criminosa, utilizando o Ontleedkundige Tafelen como referência anatômica. Impressionou-se com os desenhos anatômicos, que retratavam com precisão os órgãos e vasos sanguíneos observados durante a dissecação — muito mais detalhados e corretos do que os encontrados em textos médicos de origem chinesa.
A partir dessa experiência, Genpaku e seus colegas assumiram a missão de produzir uma tradução japonesa do tratado holandês. O trabalho levou três anos e exigiu onze versões manuscritas até a publicação, em 1774, do Kaitai Shinsho.

## Primeiros anos de vida
Sugita Genpaku nasceu em 1733, na propriedade feudal de Wakasa-Obama, domínio governado pelo daimiô de Wakasa. Era filho de Hōsen Sugita, médico oficial do senhor feudal local. Sua mãe, filha do médico Genkō Yomogida, faleceu durante o parto. Por volta dos 17 anos, Genpaku iniciou seus estudos em cirurgia com Gentetsu Nishi. Também estudou confucionismo com Saburōemon Miyase. Aos 25 anos, após receber permissão de seu suserano, deixou a casa paterna e começou a atuar como médico de forma independente. Seu primeiro consultório foi estabelecido em 4-chōme, Nihonbashidōri, anexo à residência do pintor Sekkei Kusumoto.

## Ocupações

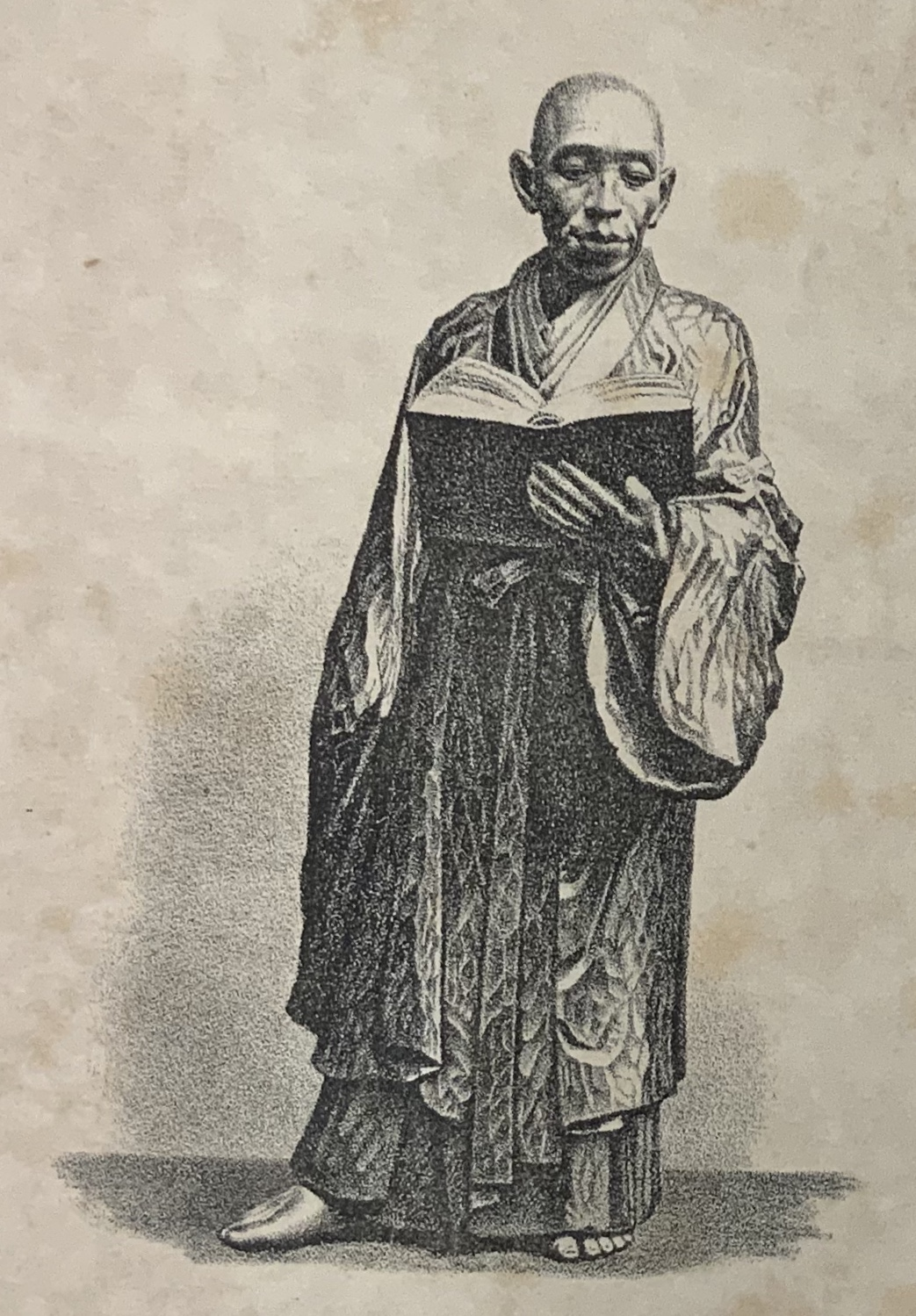
Desenho de Sugita Genpaku

Em 1759, Sugita Genpaku foi obrigado a transferir sua prática médica de Nihonbashidōri para Hakoya-chō e, posteriormente, em 1762, para Horidome-chō, devido à perda de suas propriedades em incêndios. Por volta de 1770, mudou-se para uma residência pertencente ao daimiô Sakai.
Durante o Período Edo, sob o regime do xogunato Tokugawa, Genpaku viveu em uma época de isolamento japonês, política que visava conter a influência do cristianismo no arquipélago, especialmente o propagado por missionários portugueses. Nesse contexto, apenas o porto de Nagasaki mantinha contato controlado com o exterior, restrito aos comerciantes holandeses, cujas atividades eram compreendidas como estritamente comerciais. No início do século XVIII, textos ocidentais eram severamente limitados no Japão, e o conhecimento sobre o Ocidente era transmitido de forma oral, muitas vezes por intérpretes com domínio limitado do idioma japonês.
À medida que as relações com os holandeses se desenvolviam, o oitavo xogum, Tokugawa Yoshimune (que governou de 1716 a 1745), autorizou o estabelecimento do rangaku (aprendizado ocidental) no Japão. Em 1740, Yoshimune empenhou-se pessoalmente no incentivo ao estudo sistemático da língua neerlandesa, o que impulsionou a busca acadêmica por conhecimentos ocidentais. No entanto, esse aprendizado permaneceu restrito ao público em geral, sendo muitas vezes controlado ou até reprimido por autoridades militares, como o exército imperial, que ficou conhecido por confiscar e destruir textos em holandês. A partir de meados do século XVIII, as obras de origem holandesa passaram a ser cada vez mais valorizadas como referências acadêmicas pelos estudiosos japoneses.
A aceitação gradual do rangaku possibilitou a presença de médicos holandeses em Edo, que realizavam demonstrações diante do xogum. Em 1768, Genpaku assistiu a uma dessas apresentações, em que o cirurgião Rudolf Bauer tratou com sucesso um paciente com gangrena na língua, o que reforçou seu interesse pela medicina ocidental.
Como estudioso da cirurgia, Genpaku estava familiarizado com as observações de Yamawaki Tōyō (1705–1762), realizadas com base em relatos indiretos do médico Kosugi Genteki. Yamawaki testemunhou a dissecação de um criminoso em 1754, inspirando-se no Syntagma Anatomicum, texto anatômico alemão. Suas observações foram publicadas no Zōshi (Descrição dos Órgãos), considerado um marco na introdução da anatomia experimental no Japão. Genpaku, por sua vez, também possuía uma cópia do Ontleedkundige Tafelen e desejava observar dissecações para aprofundar seus estudos.
Como médico atuante sob o xogunato, Genpaku e seus contemporâneos são conhecidos como "médicos Tokugawa"." Coletivamente, esses médicos compartilhavam um sentimento de igualdade social radical. Em sua obra Keiei yawa, Genpaku expressa ideias igualitárias incomuns para a época:
Além das diferenças entre homens e mulheres, não há diferenças distintas entre os seres humanos, desde o imperador até todos os plebeus, onde não há diferenças, então, os próprios humanos criaram artificialmente uma hierarquia, com nomes para os quatro status sociais. No entanto, não há diferença entre nós, porque todos somos humanos.
Essas ideias de igualdade não eram amplamente aceitas na sociedade japonesa da época, estruturada rigidamente por classes. No entanto, mesmo antes da disseminação do aprendizado ocidental trazido por viajantes holandeses entre as comunidades acadêmicas, os médicos japoneses já sustentavam a crença de que a natureza era a base da verdade e que o corpo humano constituía uma extensão dessa natureza. Os médicos do período Tokugawa expandiram essa concepção, assumindo a responsabilidade de preservar o bem-estar do corpo como parte de uma lógica natural compartilhada. Nesse contexto, a introdução da medicina ocidental no Japão ocorreu de forma desvinculada de empreendimentos coloniais, o que permitiu que os médicos Tokugawa a adotassem como uma prática humanitária, sem a imposição das religiões ocidentais que, em outros contextos, frequentemente a acompanhavam.

### Tradução doOntleedkundige Tafelen
Em 4 de março de 1771, Genpaku, Maeno Ryōtaku, Katsuragawa Hoshū e Nakagawa Junan assistiram à dissecação de uma criminosa conhecida como Aocha-Baba (“Bruxa do Chá Verde”), executada por decapitação.  Segundo registros judiciais, ela foi condenada por assassinar seus filhos adotivos.
Durante a dissecação, Genpaku e Ryōtaku consultaram o Ontleedkundige Tafelen e ficaram impressionados com a precisão anatômica das ilustrações europeias, bastante superiores aos textos médicos tradicionais chineses. Motivados pela experiência, decidiram traduzir o livro para o idioma japonês.
Genpaku e Ryōtaku produziram, pelo menos, onze manuscritos ao longo de três anos até chegarem à versão final do Ontleekundige Tafelen. Como resultado desse esforço, o Kaitai Shinsho foi publicado em 1774. Faltando apenas o vocabulário holandês de 600 palavras preparado por Maeno para completar a tradução, a primeira edição do Kaitai Shinsho apresentava caráter rudimentar, com alguns erros e omissões. Ainda assim, a obra é amplamente reconhecida como um marco na introdução da medicina ocidental no Japão.

### Ensino doRangaku
Genpaku foi um dos principais incentivadores do rangaku e formou diversos discípulos, entre eles Ōtsuki Gentaku (1757–1827), que se destacou por seu domínio do idioma neerlandês. Após seis anos de estudo com Genpaku, Otsuki aperfeiçoou-se em Nagasaki e publicou uma nova versão do Kaitai Shinsho em 1788, além de um tratado original, Yōi Shinsho (Novo Livro sobre Cirurgia), em 1790. Sua obra mais influente, Rangaku Kaitai (Escada para o Estudo do Holandês), publicada também em 1788, teve papel fundamental na promoção dos estudos ocidentais no Japão.

## Vida subsequente e legado

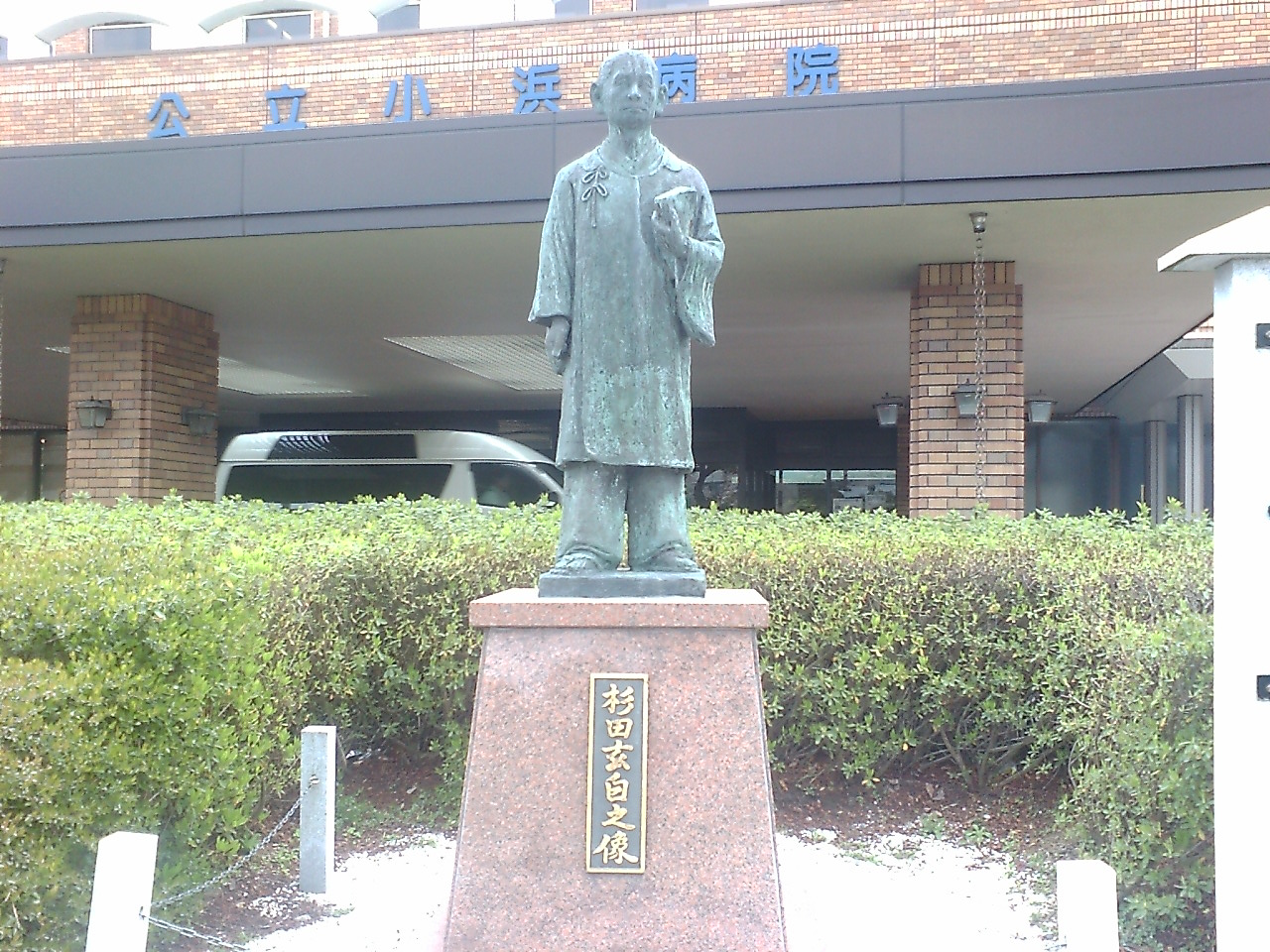
Estátua de bronze de Sugita Genpaku em Obama, Prefeitura de Fukui, instalada em frente ao Hospital Memorial Municipal Sugita Genpaku

Genpaku continuou a reunir textos em língua neerlandesa e a expandir sua biblioteca médica. Após formar diversos alunos em rangaku — entre eles Gentaku Ōtsuki, Shojuro Arai e Udagawa Genzui —, passou a dedicar-se mais à prática médica do que à atividade acadêmica nos últimos anos de sua vida. Um de seus últimos discípulos foi Udagawa Genshin, com quem Genpaku compartilhou o interesse pela língua holandesa.
Nessa fase avançada da vida, Genpaku buscava adotar um filho que pudesse sucedê-lo em sua residência, na prática médica e na continuidade de seu legado de serviço à medicina no Japão. Inicialmente, acolheu Udagawa Genshin como aluno e possível herdeiro. No entanto, por ser um jovem temperamental que não atendia às expectativas de Genpaku quanto à sua conduta, foi deserdado. Alguns anos depois, Genshin prosseguiu nos estudos de rangaku e demonstrou maior maturidade em suas ambições, ganhando o apoio da família Udagawa, amiga de Genpaku. Com a mudança em seu comportamento, Genpaku o aceitou novamente como filho adotivo, permitindo que herdasse sua propriedade e legado profissional.
O principal legado de Genpaku foi como professor e médico, empenhado em melhorar a saúde da população japonesa por meio do conhecimento científico oriundo de outras nações. O caminho de aprendizagem que percorreu e compartilhou contribuiu para formar uma geração de estudiosos responsáveis pela introdução da medicina ocidental no Japão.
Além de sua influência na medicina japonesa, as traduções de textos holandeses feitas por Genpaku foram posteriormente vertidas para o chinês, tornando-se algumas das primeiras obras de origem ocidental acessíveis nesse idioma.

## Obras de destaque
Embora Genpaku seja mais conhecido por sua tradução de Ontleekundige Tafelen, ele publicou muitas outras obras, incluindo obras médicas, políticas e históricas.
- Yoka Taisei (Um Manual de Cirurgia)
- Rangaku Koto-hajime (Uma História do Desenvolvimento de Rangaku)
- Teriakaho-San (Sobre o Teríaco)
- Kei-ei Yawa (Conversas com as Sombras dos Homens. Uma obra sobre política e ética médica)
- Oranda Iti Mondo (Diálogos sobre medicina holandesa), 1795
- Nochi-Migusa (Ensaios em retrospectiva)[10]
- Yojo-Schichi-Fuka (Sete artigos sobre higiene)

## Galeria

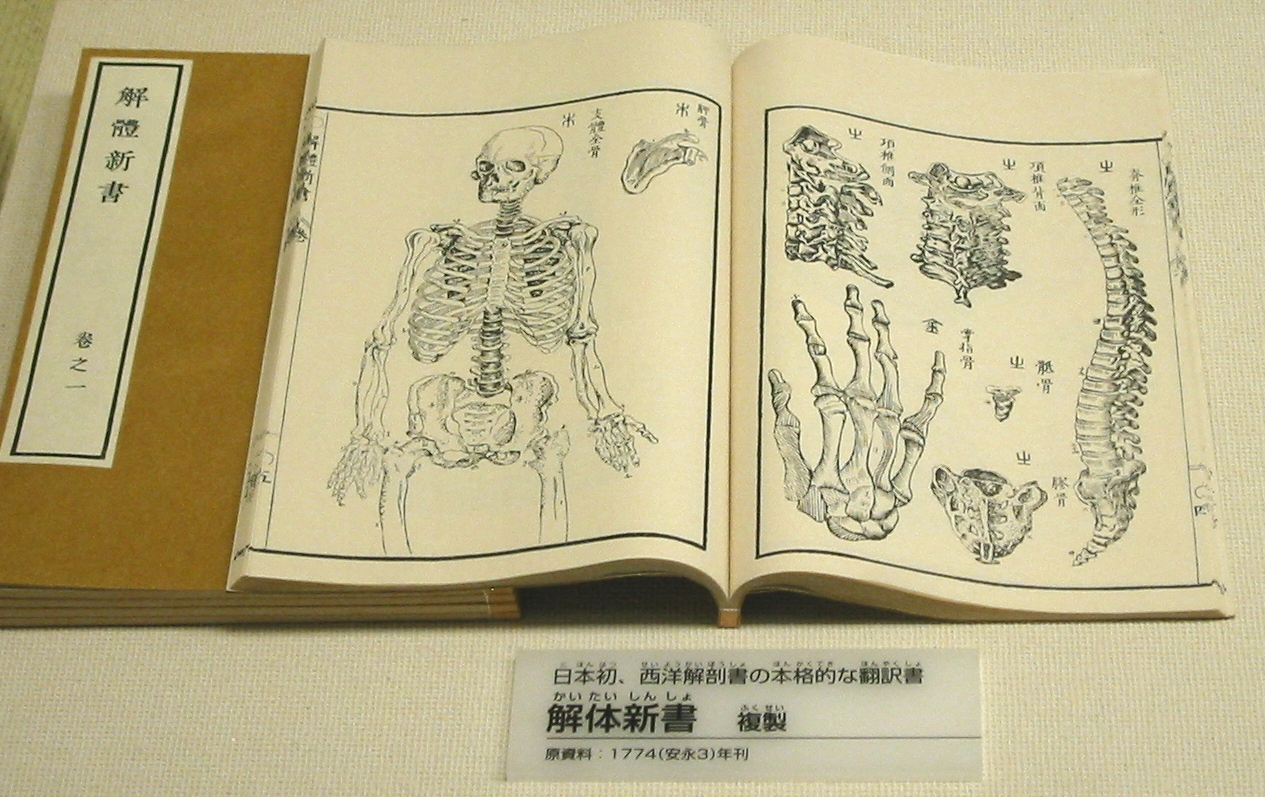
Primeira tradução japonesa de um livro ocidental sobre anatomia, publicada em 1774 ( Museu Nacional de Natureza e Ciência, Tóquio )
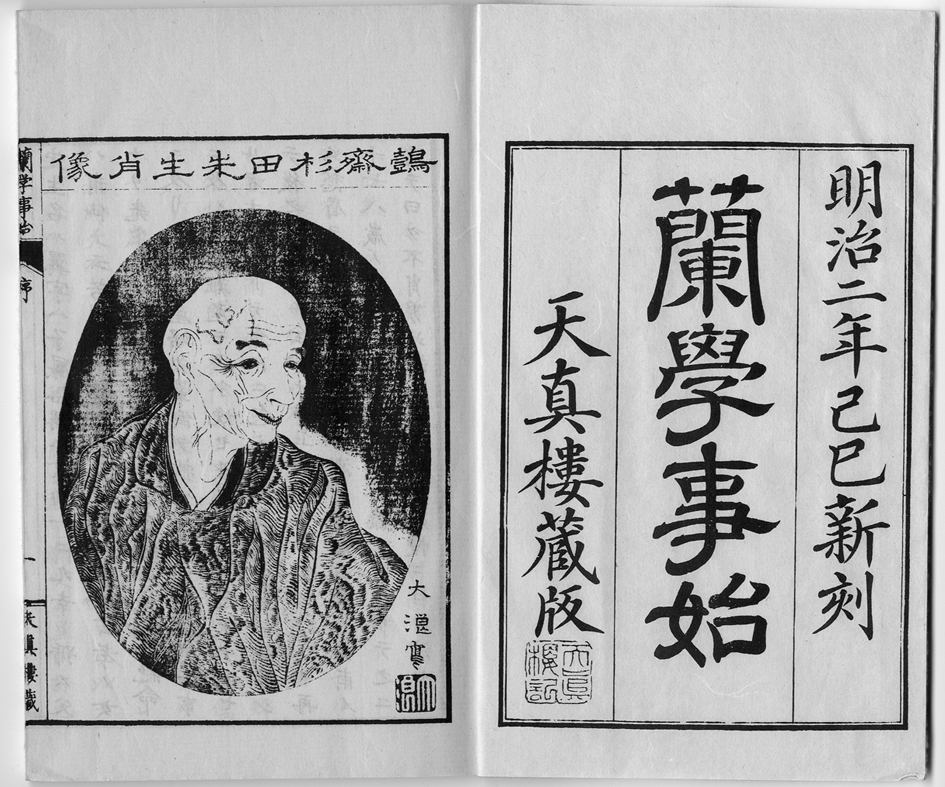
Reminiscências de Sugita Gempaku, Rangaku Kotohajime (Os primórdios dos estudos holandeses, impresso pela primeira vez em 1869)
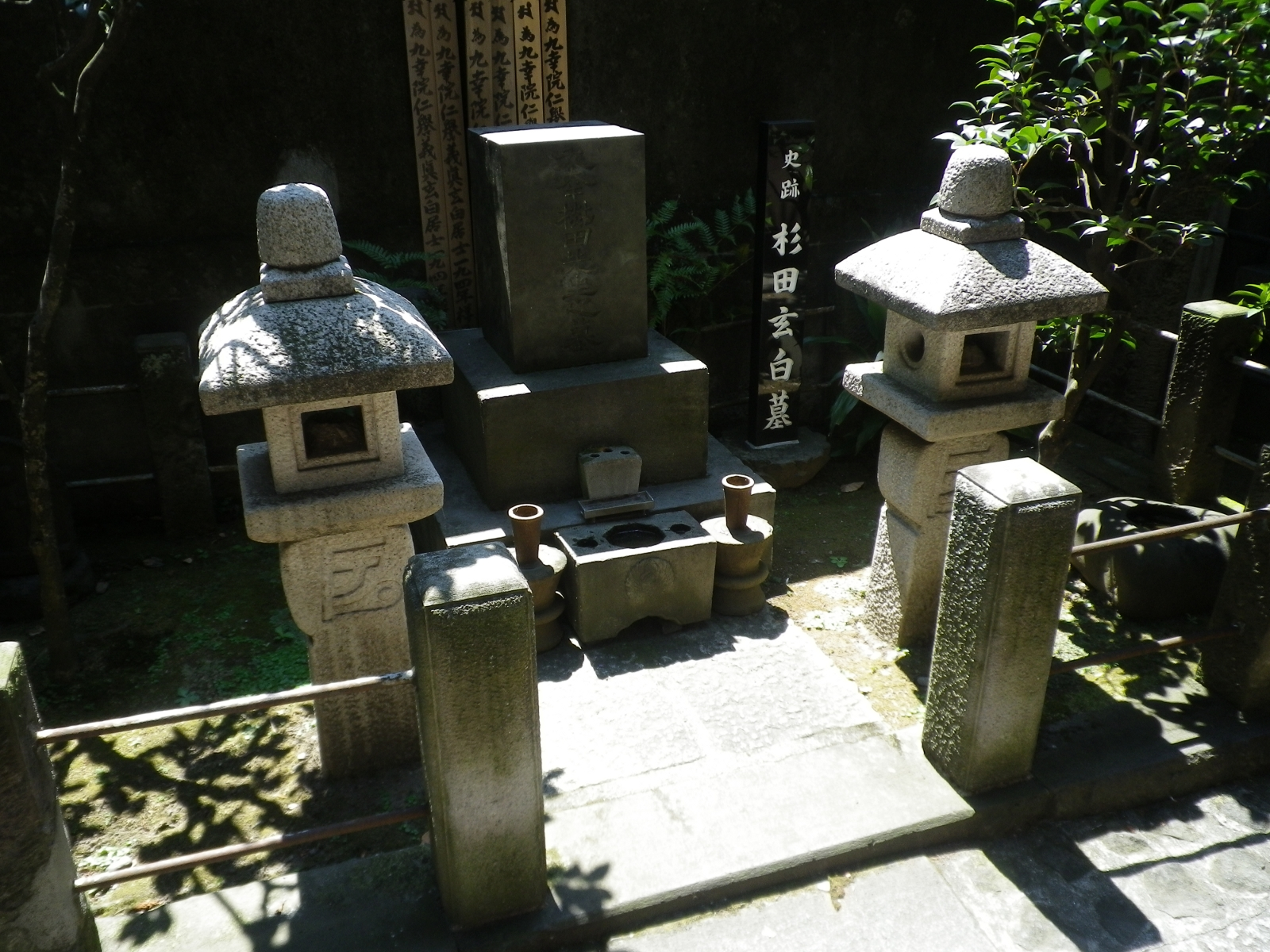
Túmulo de Sugita Genpaku no Templo Eikan (Eikan em Tóquio, Minato-ku)